# 2018년 FIFA 월드컵 심판
다음은 2018년 FIFA 월드컵 심판 목록이다. 참가한 심판은 총 6개 대륙에서 35명의 주심과 61명의 부심으로 구성되어 있다. 이외에도 13명의 비디오 판독심을 추가로 배정하였다.

## 심판진 목록
| 연맹     | 주심                          | 부심                                        | 비디오 판독심 |
| -------- | ----------------------------- | ------------------------------------------- | --- |
| AFC      | 알리레자 파가니               | 레자 소한단 모함마드레자 만수리             | 압둘라흐만 알자심 |
| AFC      | 랍샨 이르마토프               | 압두하미둘로 라술로프 자홍기르 사이도프     | 압둘라흐만 알자심 |
| AFC      | 모함메드 압둘라 하산 모하메드 | 모하메드 알함마디 하산 알마흐리             | 압둘라흐만 알자심 |
| AFC      | 사토 류지                     | 사가라 도루 야마우치 히로시                 | 압둘라흐만 알자심 |
| AFC      | 나와프 슈크랄라               | 야세르 툴레파트 탈레브 알마리               | 압둘라흐만 알자심 |
| CAF      | 메흐디 아비드 샤레프          | 압델하크 에치알리                           | |
| CAF      | 말랑 디에디우                 | 지브릴 카마라 엘하지 말리크 삼바            | |
| CAF      | 바카리 가사마                 | 장클로드 비루무샤후                         | |
| CAF      | 게하드 그리샤                 | 레두안 아시크 왈리드 아메드                 | |
| CAF      | 재니 시카즈웨                 | 제르송 두스 산투스 자켈레 시웰라            | |
| CAF      | 밤락 테세마 웨예사            | 아누아르 흐밀라                             | |
| CONCACAF | 호엘 아길라르                 | 후안 숨바                                   | |
| CONCACAF | 마크 가이거                   | 프랭크 앤더슨 조 플레처                     | |
| CONCACAF | 제이어 머루포                 | 코리 로크웰                                 | |
| CONCACAF | 리카르도 몬테로               | 후안 카를로스 모라 아라야                   | |
| CONCACAF | 혼 피티                       | 가브리엘 빅토리아                           | |
| CONCACAF | 세사르 아르투로 라모스        | 마르빈 토렌테라 미겔 에르난데스             | |
| CONMEBOL | 훌리오 바스쿠냔               | 카를로스 아스트로사 크리스티안 시에만       | 위우통 삼파이우 헤리 바르가스 마우로 비글리아노 |
| CONMEBOL | 엔리케 카세레스               | 에두아르도 카르도소 후안 소리야             | 위우통 삼파이우 헤리 바르가스 마우로 비글리아노 |
| CONMEBOL | 안드레스 쿠냐                 | 니콜라스 타란 마우리시오 에스피노사         | 위우통 삼파이우 헤리 바르가스 마우로 비글리아노 |
| CONMEBOL | 네스토르 피타나               | 에르난 마이다나 후안 파블로 벨라티          | 위우통 삼파이우 헤리 바르가스 마우로 비글리아노 |
| CONMEBOL | 산드루 히시                   | 이메르송 지 카르발류 마르셀루 반 가시       | 위우통 삼파이우 헤리 바르가스 마우로 비글리아노 |
| CONMEBOL | 윌마르 롤단                   | 알렉산데르 구스만 크리스티안 델라크루스     | 위우통 삼파이우 헤리 바르가스 마우로 비글리아노 |
| OFC      | 매슈 콩거                     | 사이먼 라운트 테비타 마카시니               | |
| OFC      | 노르베르 하우아타             | 베르트랑 브리알                             | |
| UEFA     | 펠릭스 브리히                 | 슈테판 루프 마르크 보르슈                   | 마시밀리아노 이라티 다니엘레 오르사토 파올로 발레리 바스티안 당케르트 펠릭스 츠바이어 아르투르 소아르스 디아스 티아구 마르팅스 파베우 길 다니 마켈리 |
| UEFA     | 쥐네이트 차크르               | 바하틴 두란 타르크 옹군                     | 마시밀리아노 이라티 다니엘레 오르사토 파올로 발레리 바스티안 당케르트 펠릭스 츠바이어 아르투르 소아르스 디아스 티아구 마르팅스 파베우 길 다니 마켈리 |
| UEFA     | 세르게이 카라쇼프             | 안톤 아베리아노프 티혼 칼루긴               | 마시밀리아노 이라티 다니엘레 오르사토 파올로 발레리 바스티안 당케르트 펠릭스 츠바이어 아르투르 소아르스 디아스 티아구 마르팅스 파베우 길 다니 마켈리 |
| UEFA     | 비외른 카위퍼르스             | 산더르 판 루컬 에르빈 제인스트라            | 마시밀리아노 이라티 다니엘레 오르사토 파올로 발레리 바스티안 당케르트 펠릭스 츠바이어 아르투르 소아르스 디아스 티아구 마르팅스 파베우 길 다니 마켈리 |
| UEFA     | 안토니오 마테우 라오스        | 파우 세브리안 데비스 로베르토 디아스 페레스 | 마시밀리아노 이라티 다니엘레 오르사토 파올로 발레리 바스티안 당케르트 펠릭스 츠바이어 아르투르 소아르스 디아스 티아구 마르팅스 파베우 길 다니 마켈리 |
| UEFA     | 시몬 마르치니아크             | 파베우 소콜니츠키 토마시 리스트키에비치     | 마시밀리아노 이라티 다니엘레 오르사토 파올로 발레리 바스티안 당케르트 펠릭스 츠바이어 아르투르 소아르스 디아스 티아구 마르팅스 파베우 길 다니 마켈리 |
| UEFA     | 밀로라드 마지치               | 밀로반 리스티치 달리보르 주르제비치         | 마시밀리아노 이라티 다니엘레 오르사토 파올로 발레리 바스티안 당케르트 펠릭스 츠바이어 아르투르 소아르스 디아스 티아구 마르팅스 파베우 길 다니 마켈리 |
| UEFA     | 잔루카 로키                   | 엘레니토 디 리베라토레 마우로 토놀리니      | 마시밀리아노 이라티 다니엘레 오르사토 파올로 발레리 바스티안 당케르트 펠릭스 츠바이어 아르투르 소아르스 디아스 티아구 마르팅스 파베우 길 다니 마켈리 |
| UEFA     | 다미르 스코미나               | 유레 프라프로트니크 로베르트 부칸           | 마시밀리아노 이라티 다니엘레 오르사토 파올로 발레리 바스티안 당케르트 펠릭스 츠바이어 아르투르 소아르스 디아스 티아구 마르팅스 파베우 길 다니 마켈리 |
| UEFA     | 클레망 튀르팽                 | 시릴 그랭고르 니콜라 다노                   | 마시밀리아노 이라티 다니엘레 오르사토 파올로 발레리 바스티안 당케르트 펠릭스 츠바이어 아르투르 소아르스 디아스 티아구 마르팅스 파베우 길 다니 마켈리 |

## 목록에서 제외된 심판
사우디아라비아의 축구 심판인 파하드 알미르다시는 2018년 사우디아라비아 국왕컵 결승전에서 일어난 승부조작 사건에 연루되어 사우디아라비아 축구 연맹으로부터 축구 심판 자격을 영구 박탈당했다. 이에 따라 파하드 알미르다시 주심은 2018년 FIFA 월드컵 심판진 목록에서 제외되었으며 사우디아라비아의 압둘라 알샬라위, 모함메드 알아바크리 부심 또한 심판진 목록에서 제외되었다. 파하드 알미르다시 주심에게 배정되었던 자리는 다른 주심으로 대체되지 않았다.
아랍에미리트의 하산 알마흐리 부심은 아랍에미리트의 모함메드 압둘라 하산 모하메드 주심의 부심으로, 일본의 야마우치 히로시 부심은 일본의 사토 류지 주심의 부심으로 각각 추가 기용되었다. 케냐의 마르와 랑게 부심은 가나 출신 기자의 취재를 통해 뇌물 수수에 연루된 사실이 확인되면서 제외되었다.